# Celaena morio
Celaena morio là một loài bướm đêm trong họ Noctuidae.